# Une femme à sacrifier
Une femme à sacrifier (Ikenie fujin) est un film japonais réalisé par Masaru Konuma, sorti en 1974.

## Fiche technique
- Titre : Une femme à sacrifier
- Titre original : Ikenie fujin
- Réalisation : Masaru Konuma
- Scénario : Yōzō Tanaka
- Musique : Taichi Tsukimizato
- Photographie : Masaru Mori
- Pays d'origine : Japon
- Langue japonais
- Format : Couleurs - 2,35:1 - Mono
- Genre : Thriller érotique
- Durée : 71 minutes
- Date de sortie : 1974

## Distribution
- Naomi Tani : Akiko
- Nagatoshi Sakamoto : Kunisada
- Terumi Azuma : Kaoru
- Hidetoshi Kageyama : Kiyoshi